# NGC 7442
NGC 7442 (również PGC 70183 lub UGC 12286) – galaktyka spiralna (Sc), znajdująca się w gwiazdozbiorze Pegaza. Odkrył ją Heinrich Louis d’Arrest 24 listopada 1861 roku.